# Alexander Twilight
Alexander Lucius Twilight (ur. 23 września 1795 w Corinth, zm. 19 czerwca 1857 w Brownington) – amerykański polityk, nauczyciel i duchowny. Pierwszy w historii Stanów Zjednoczonych Afroamerykanin, który ukończył uczelnię, a także pierwszy afroamerykański prawodawca (członek Izby Reprezentantów stanu Vermont).

## Życiorys

### Młodość, edukacja i pochodzenie
Twilight urodził się 23 września 1795 roku w Corinth w wolnej rodzinie afroamerykańskiej. Jego matka, Mary Twilight, była jasnoskóra bądź rasy mieszanej, natomiast ojciec, Ichabod Twilight, który służył podczas rewolucji amerykańskiej w Armii Kontynentalnej, był, podobnie jak Alexander Twilight, rasy mieszanej. 
W wieku 8 lat Alexander rozpoczął pracę na farmie sąsiada. W tym wieku rozpoczął również naukę czytania, pisania i matematyki. W 1815 roku zaczął uczęszczać do Orange County Grammar School. W 1821 roku został przyjęty do Middlebury College. W 1823 roku ukończył tę szkołę i zdobył stopień bakalaureata, tym samym stając się pierwszym Afroamerykaninem w historii, który otrzymał dyplom amerykańskiej uczelni.

### Późniejsze lata
Twilight pracował jako nauczyciel w mieście Peru w stanie Nowy Jork, a następnie był duchownym Kościoła Prezbiteriańskiego i służył w kilku kongregacjach. W 1829 roku został dyrektorem szkoły średniej w Brownington. W latach 1834–1836 za zebrane przez siebie pieniądze i według własnego projektu wybudował czteropiętrowy budynek mieszczący nową szkołę i internat, który nazwał „Athenian Hall”. W 1836 roku Alexander Twilight został wybrany do stanowej Izby Reprezentantów, stając się pierwszym w historii afroamerykańskim prawodawcą.
W 1847 roku przestał kierować szkołą w Brownington. Od tej pory pracował jako nauczyciel w Shipton i Hatley w Prowincji Kanady. Po kilku latach Twilight powrócił do Brownington i wznowił pracę na stanowisku dyrektora szkoły i pastora. W 1853 roku zrezygnował z funkcji pastora, a dwa lata później z funkcji dyrektora.
W październiku 1855 roku doznał udaru mózgu. Zmarł 19 czerwca 1857 roku, jego ciało zostało pochowane na cmentarzu, znajdującym się nieopodal kongrecjonalistycznego kościoła w Brownington.